# یوری ناگایی
یوری ناگایی (انگلیسی: Yuri Nagai؛ زادهٔ ۲۶ مهٔ ۱۹۹۲) بازیکن هاکی روی چمن زن اهل ژاپن است.